# Борчашвили, Шамиль
Шамиль Борчашвили (нем. Shamil Borchashvili; род. 9 июня 1995, Панкисское ущелье) — австрийский дзюдоист, чемпион и призёр чемпионатов Австрии, победитель и призёр международных турниров, бронзовый призёр летних Олимпийских игр 2020 года в Токио, бронзовый призёр чемпионата мира и Европы. Выступает в полусредней весовой категории (до 81 кг).

## Карьера
На Олимпиаде в первой схватке в 1/16 финала Борчашвили победил португальца Анри Эгутидзе. В следующей схватке он победил представителя Израиля, чемпиона мира Саги Муки. Затем он одолел узбекского дзюдоиста Шарофиддина Болтабоева. Все три победы были одержаны Борчашвили в дополнительное время. Победную серию австрийца прервал представитель Монголии Саид Моллаеи, выбивший Борчашвили из борьбы за олимпийское золото. В утешительной схватке австриец победил немца Доминика Рессела и завоевал бронзовую медаль.

## Личная жизнь
Является уроженцем Панкисского ущелья. Чеченец.

## Спортивные результаты
- Чемпионат Австрии по дзюдо 2017 года — ;
- Чемпионат Австрии по дзюдо 2020 года — ;
- Чемпионат Австрии по дзюдо 2021 года — [7];